# Прохід кентаврів
«Прохід кентаврів» (англ. Centaur Aisle) — фентезійний роман американського письменника Пірса Ентоні, четверта книга з серії «Ксант».
Король Трент залишив Ксант з торгівельною місією в Мунданії, а Дора — тимчасовим королем. Коли Трент через деякий час не повертається, Дор повинен знайти спосіб врятувати Трента. Йому повідомляють, що засоби для порятунку Трента знаходяться на півдні острова Кентаврів, домівки племені кентаврів.

## Сюжет
Король Ксанту Трент вирушив у тужну Мунданію, щоб попрактикуватися в управлінні магічним королівством. Магічний талант Дора — спілкування з неживими, яке для збору інформації дуже корисне, але для спілкування з громадянами, які потребують дисципліни, залишає можливість для вдосконалення. Але коли Трент вирушає встановлювати торговельні шляхи з Мунданією, Дор та його друзі (ґолем на ім’я Гранді, кентавр Чет, огр Смеш і кохана Дора, дочка короля Трента, принцеса Ірен) повинні підтримувати королівство в порядку.
Однак колишній король Трент не повертається, як раніше планував. Почекавши два тижні, Дор збирає свій загін і вирушає на пошуки, щоб допомогти врятувати Трента.
Ця місія приведе їх на острів Кентавра, щоб знайти невідомого Чарівника Кентавра. Кентаври дуже негативно ставляться до магічних талантів, тому, коли вони знаходять Арнольда Кентавра та виявляють його талант, його виганяють й Арнольд готовий допомогти їм врятувати Трента. Талант Арнольда — це магічний прохід, створюючи навколо нього поле магії, що дозволяє будь-кому використовувати магію в Мунданії.
Загін (без Чета) їде на північ веселкою до Мунданії. Перебуваючи в Мунданії, вони знаходять вченого на ім’я Ікабод. Від нього вони дізнаються, що опинилися не в той час і повинні повернутися до Ксанта й знову перетнути кордон. Зрештою Дор та його друзі знаходять правильне пасмо та йдуть до замку, де, на їх думку, Трент і його дружина Айріс були востаннє. Після приємного обіду та невеликої зради їх замикають у підземеллі. Після втечі вони руйнують стіни, щоб знайти Трента та його нового друга короля Омена, справжнього короля цієї місцевості. 
Група (а також нові її члени) намагається повернути Омена на його законний трон. Попрощавшись, вони вирішують повернутися до Ксанта з королем Трентом і королевою Айріс.

## Головні герої
- Дор
- Ірен
- Смеш
- Гранді
- Чет
- Арнольд